# 何塞·索里利亚
何塞·索里利亚·莫拉尔（西班牙語：José Zorrilla y Moral，西班牙語發音：[xoˈse θoˈriʎa]，1817年2月21日—1893年1月23日）是西班牙浪漫主义诗人和剧作家，以写作传奇叙事诗见长，题材取材自中世纪。

## 生平
1817年2月21日出生于巴利亚多利德，父亲是当地法院的裁判官，也是君主主义者，极力拥护费尔南多七世:87。六岁时，父亲被任命为布尔戈斯省行政长官，一家人离开了家乡。他后来在马德里的一所耶稣会学校读书，成为了沃尔特·司各特和弗朗索瓦-勒内·德·夏多布里昂的忠实粉丝，参与了学校里洛佩·德·维加和佩德罗·卡尔德隆·德·拉·巴尔卡的戏剧表演。
后来卡洛斯战争爆发，一家人在1833年搬到了莱尔马。按照父亲的要求，索里利亚被送入托萊多大学的法律系，后又转入巴利亚多利德大学法律系。然而他的兴趣是文学，而不是枯燥的法律。父亲见他不成器，带他到莱尔玛葡萄园干农活。1836年，他偷了一头骡子逃到了马德里。他开始频繁出入文学沙龙，为《家庭博物馆》杂志撰写文章，甚至发表了一些革命演说，遭到警方的逮捕。他躲在吉普赛朋友家而逃过一劫。1837年，他和朋友米格尔·德洛斯桑托斯·阿尔瓦雷斯生活在一起，2月，他得知了拉腊自杀的消息，并参加了葬礼。在葬礼上，他即兴朗诵了一首挽诗，一举成名。在何塞·德·埃斯普龍塞達等诗人的帮助下，他开始为《未来报》写文章，六百雷阿尔币的工资。同年发表自己的第一篇作品《诗集》。
1839年，他和安东尼奥·加西亚·古铁雷斯合作出版了他的第一部戏剧剧本《胡安·丹多洛》（Juan Dándolo）。他最有名的作品是1844年出版的《堂胡安·特诺里奥》。
1893年1月23日在马德里去世:93。